# Maestro della Sagra di Carpi
Maestro della Sagra di Carpi è il nome di convenzione per designare un maestro attivo a una data precedente il 1431 nella cappella di Santa Caterina della Sagra di Carpi.

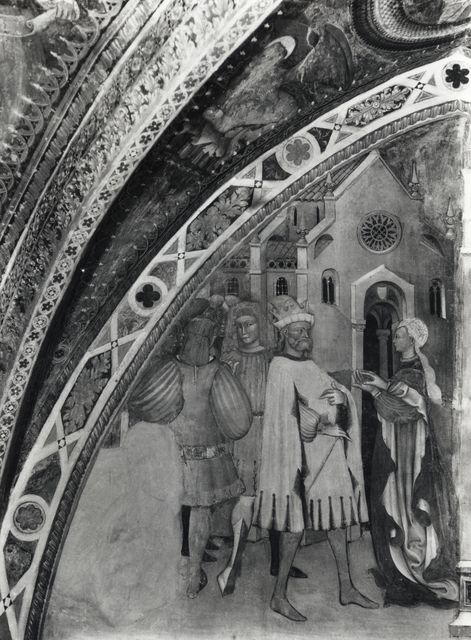
Disputa di santa Caterina d'Alessandria con i filosofi, particolare

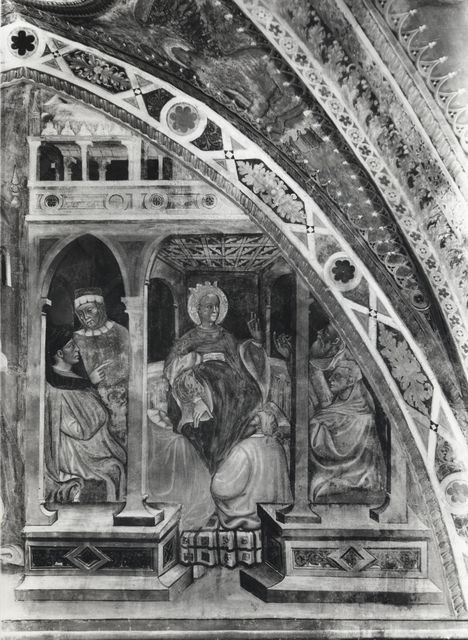
Disputa di santa Caterina d'Alessandria con i filosofi,altro particolare

Il piccolo ciclo, la cui definizione critica ha suscitato non poche controversie, si inserisce bene nell'ambiente carpigiano del primo Quattrocento, in larghissima misura tributario di Ferrara, ma aperto a sollecitazioni culturali bolognesi per il tramite di Giovanni da Modena, che sembra essere stato attivo in prima persona sulla scena locale. Anche il Maestro della Sagra lo richiama esplicitamente, come accenni che sembro esasperarne qualche volta il tratto espressivo visionario, in una variante più rustica e accesa; altre volte sembrano ricondurlo ad un ordito spaziale e sintattico più calibrato e studiato, in sintonia con l'evoluzione della pittura ferrarese coeva. Proprio questi scarti stilistici hanno indotto parte cospicua della critica a distinguere due maestri nell'ambito dello stesso ciclo pittorico, privilegiando quello più espressionistico attivo dell'ordine inferiore detto, Secondo Maestro di Carpi.
Anche alcune opere su carta e più recentemente un codice miniato sono stati riferiti al medesimo maestro.